# Canal Hollywood
Canal Hollywood (abreviado HWD) é um canal de filmes a cabo disponível na Espanha, Portugal e nos Estados Unidos. Durante a maior parte de sua história, foi um canal único transmitido para toda a Iberia com feeds em português ou espanhol, que depois, foi dividido.
Em Portugal, o canal foi fundado em 1995 e foi um dos primeiros canais de televisão a cabo ibéricos. A versão portuguesa é um dos canais de cabo mais bem sucedidos em Portugal, suprimindo ocasionalmente as audiências da RTP2. Também está disponível satélite, cabo e IPTV em Angola, Moçambique e Cabo Verde.
Nos Estados Unidos, o canal foi fundado em 18 de outubro de 1998 na operadora DirecTV, mas não um succeso mal, e em 1 de janeiro de 2000 no Dish Network. E assim, o Canal Hollywood fez um bastante grande bom succeso nos Estados Unidos. Mas em 6 de dezembro de 2010, o Canal Hollywood foi substituído pelo Canal Hollywood +1 na operadora DirecTV e em 7 de novembro de 2011 no Dish Network. Em 21 de abril de 2016, o Canal Hollywood substituiu o Canal Hollywood +1 (lá no país chama-se Hollywood  Channel +1) na operadora DirecTV e voltou a emitir, e em 13 de maio de 2020 no Dish Network.[carece de fontes?]
Desde 1 de maio de 2011, o Canal Hollywood transmite em HD na MEO e na NOS, na NOS na posiçao 81 e na Meo posição 61. No serviço satélite da NOS encontra-se apenas em SD.

## Programas
No Canal Hollywood, são vários filmes que são transmitido 24 horas por dia. Filmes do século passado e deste século preenchem a programação do canal.

## Informações
O Canal Hollywood pertence a Dreamia em conjunto com o Canal Panda, o Biggs, o Panda Kids, o Blast, o extinto MOV e o Casa e Cozinha.
A sua sede fica situada em Lisboa.